# Саша Варга
Саша Варга (Лијеж, 19. фебруара 1993) српски је фудбалер, који тренутно наступа за Радомље. Син је некадашњег фудбалера Звонка Варге.